# Другий поділ Речі Посполитої

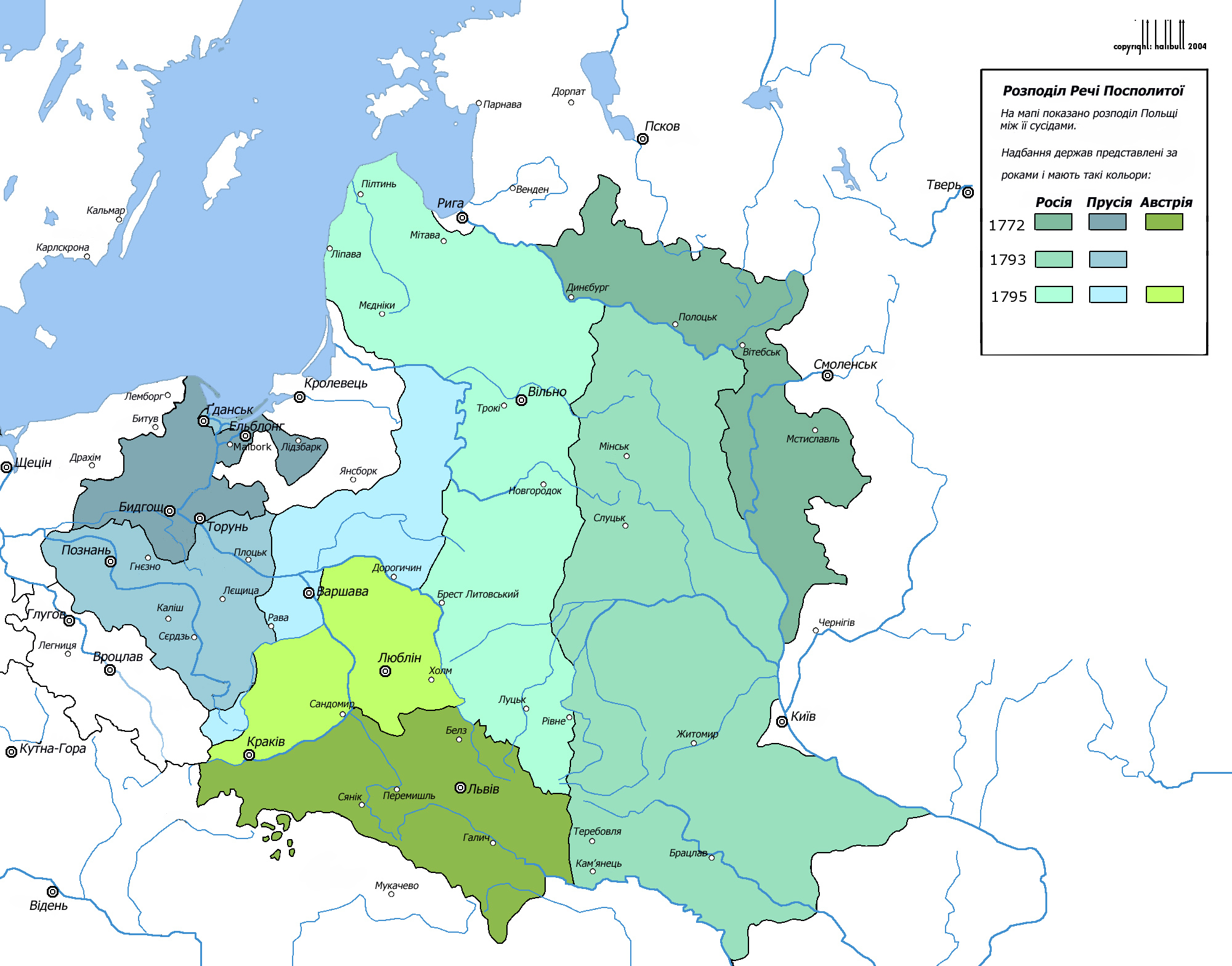
Три поділи Речі Посполитої

Другий поділ Речі Посполитої — друга з серії зовнішньополітичних акцій стосовно Речі Посполитої з боку Габсбурзької монархії, Пруссії та Росії у 1772, 1793, 1795. Перед першим поділом Речі Посполитої (1772) її територія становила понад 730 тис. км², чисельність населення — понад 11,5 млн осіб, з яких понад 70 % складали селяни, до 20 % — міщани, 6–7 % — шляхта, решту — духовенство.

## Історія
Другий поділ Польщі Росія здійснила спільно з Пруссією. Австрія, запевнена Пруссією, що посприяє їй у здобутті Баварії, інтересу до участі в поділі Речі Посполитої не проявила. Угода про поділ була підписана у Петербурзі 23 січня 1793 царицею Катериною II і королем Пруссії Фрідріхом-Вільгельмом II. Пруссія отримала Ґданськ, Торунь, решту Великопольщі та Куявії і частину Мазовії — разом 58 тис. км², понад 1 млн осіб. Росія дістала частину Білорусі, Київське, Брацлавське і Подільське воєводства та половину Волинського воєводства — разом 250 тис. км² і понад 3 млн жителів. Річ Посполита з територією у 215 тис. км² і населенням 3,7 млн осіб опинилася під російським протекторатом. 22 липня 1793 делегація сейму, який засідав під дулами російських гармат, підписала трактат з Росією, за яким Річ Посполита відмовлялася від воєводств — Мінського, Київського, Брацлавського й Подільського, а також частин Вільнюського, Новогрудського, Брест-Литовського й Волинського воєводств. На знак протесту проти чергового поділу усі три керівники Торговицької конфедерації виїхали на Захід, що не завадило їм згодом знову домогтися прихильності Катерини II.
Остаточно другий поділ Польщі затвердив Гродненський сейм (17 червня — 23 листопада 1793), який, як виявилося, став останнім сеймом Речі Посполитої. Депутати були так залякані арештами або підкуплені, що жоден не відізвався під час прийняття ухвали про поділ. Ще під час роботи сейму Торговицька конфедерація за наказом з Петербурга була розпущена як непотрібна. 
Схвалений тим же сеймом у жовтні 1793 російсько-польський союзний договір дав змогу Росії вводити свої війська на територію Речі Посполитої «за погодженням із польським урядом», заборонив їй вступати в союзи, укладати договори без згоди Росії. Трактат передбачав, що Росія гарантує майбутню польську конституцію. Той же сейм 23 листопада 1793 ухвалив нову Конституцію. В її основу були покладені відновлені торговичанами кардинальні права. Безземельну шляхту вона позбавила політичних прав, а також встановила, що посольська ізба повинна приймати постанови з важливих питань не менш як двома третинами голосів; постанови ж з інших питань було дозволено ухвалювати звичайною більшістю. Були збережені особиста недоторканність, право набувати землеволодіння та самоврядування, надані Чотирирічним сеймом міщанам королівських міст. За тією ж Конституцією, сейм мав скликатися раз у чотири роки, відновлювалася Постійна рада. Військо держави сейм зменшив до 15 тис. вояків.

### Наслідки
Другий поділ Речі Посполитої був для неї катастрофою не лише політичною, а й економічною. Його наслідком став розрив господарських зв'язків між землями, що залишилися в ній, і загарбаними сусідами територіями. Стрімко зросли ціни. Зазнала краху банківська система, спорожніла скарбниця. У країні зростало незадоволення, ставало зрозуміло, що могутні сусіди не зупиняться на доконаному поділі й Польщі загрожує цілковите зникнення з карти Європи.
На порядок денний висунулося національно-визвольне повстання. Його підготовка відбувалася як усередині країни, так і за її межами в еміграції, зосередженій, головним чином, у Саксонії (Конституція Третього травня трактувала, що на польському троні будуть панувати спадкоємці саксонської династії Веттінів). Еміграція зробила спробу заручитися підтримкою повстання революційною Францією, в якій у результаті повстання в Парижі 31 травня — 2 червня 1793 запанувала якобінська диктатура. Для переговорів був делегований герой війни за незалежність Сполучених Штатів Америки ген. Тадеуш Костюшко, якого еміграція хотіла бачити на чолі повстання.
На початку повстання у Костюшка було лише 4-тисячне регулярне військо і 2 тисячі озброєних косами селян. На чолі цих загонів 1 квітня 1794 він вирушив у напрямку Варшави і з'єднався з А. Мадалинським. У ніч з 17 на 18 квітня 1794 вибухнуло повстання у Варшаві. Варшавське повстання змінило розклад військових сил, відкрило можливість для поширення національно-визвольного руху на Мазовію і Підляшшя. У ніч з 22 на 23 квітня 1794 вибухнуло повстання у Вільні (нині Вільнюс).

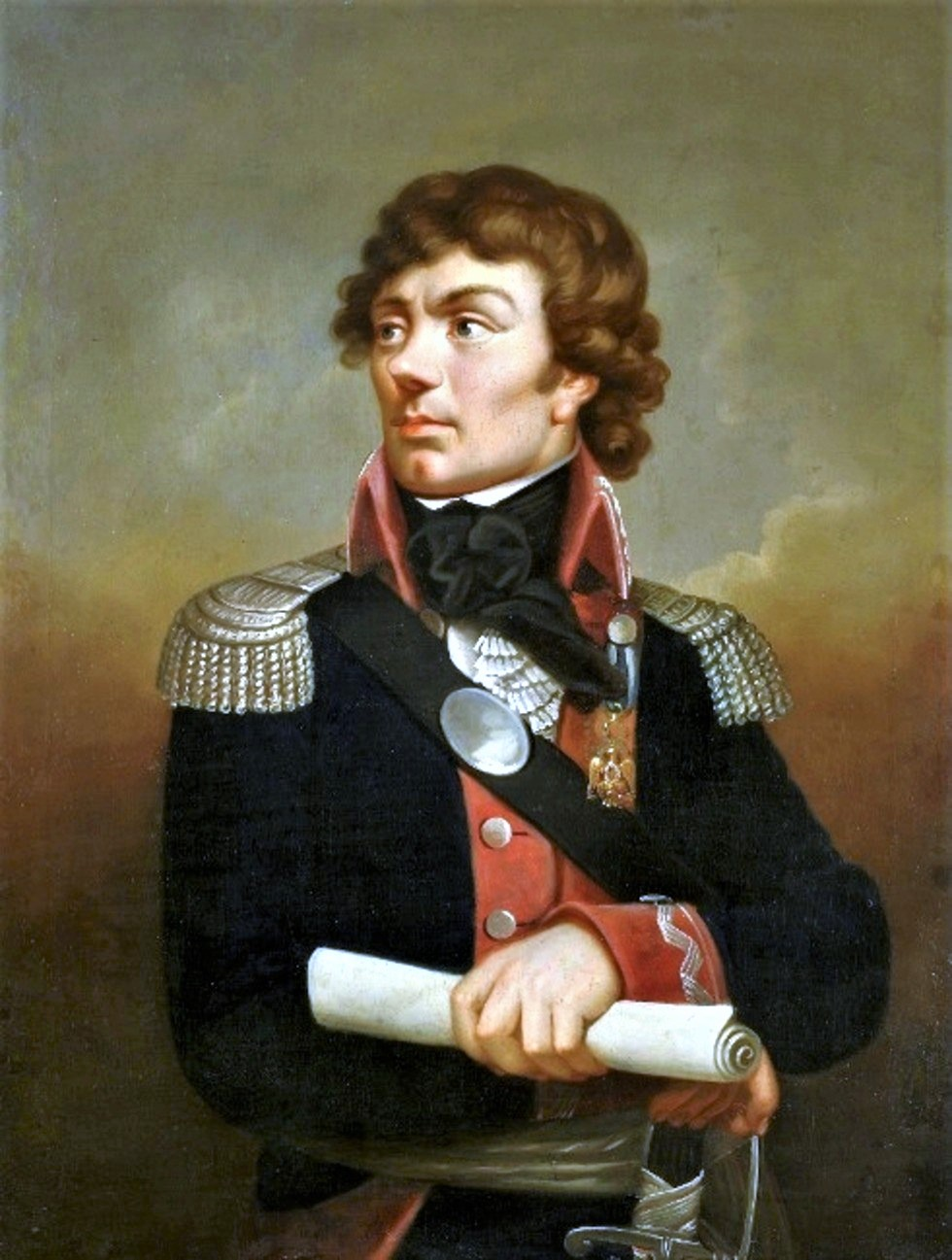
Тадеуш Костюшко

13 липня 1794 російські та прусські війська розпочали облогу Варшави. У Костюшка була 25-тисячна регулярна армія й 140 гармат; його супротивники мали разом 40-тисячне військо із 253 гарматами. 20 серпня 1794 емісарам Костюшка вдалося підняти повстання населення польських земель, загарбаних Пруссією за першим і другим поділом Речі Посполитої. Повстання охопило Великопольщу, перекинулося на Куявію і Помор'я, знайшло відгомін у Силезії. Переляканий цим Фрідріх-Вільгельм II Гогенцоллерн наказав своїм військам відступити від Варшави. Те саме вчинили російські війська. Облога Варшави була знята. Натомість росіяни здобули 12 серпня 1794 Вільно, після чого повстання у Великому князівстві Литовському згасло.

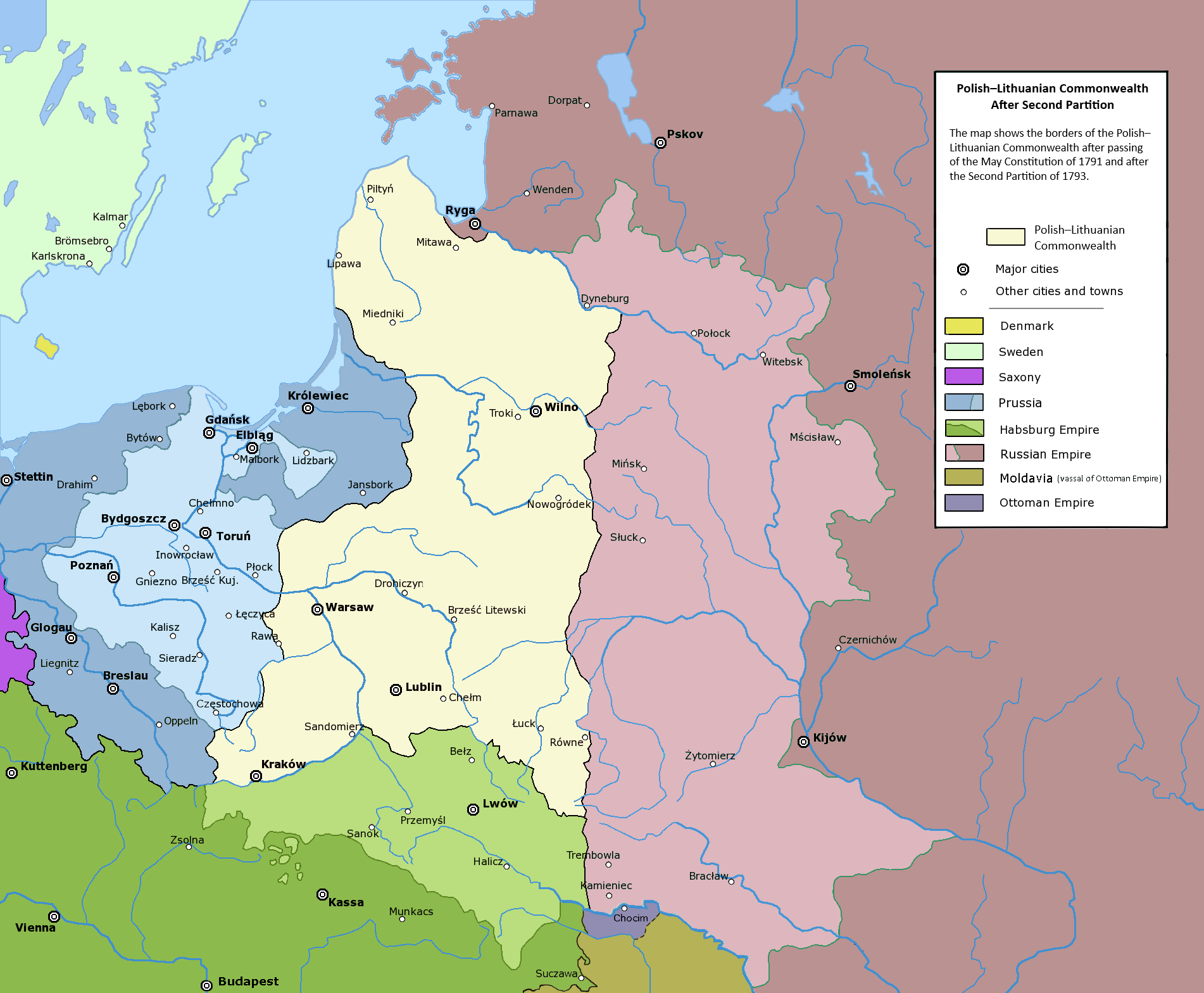
Річ Посполита після поділу

19 вересня російське військо на чолі з генерал-аншефом Олександром Суворовим під маєтком Тересполь, неподалік Бреста (нині місто в Білорусі), розбило корпус польського генерала Сєраковського і попрямувало до Варшави. Назустріч йому з лівого берега Вісли вирушив російський корпус генерал-поручика Ферзена, який у липні — серпні 1794 брав участь в облозі Варшави. Костюшко спробував заступити шлях Ферзенові під містечком Мацєйовіце, що на правому березі Вісли південніше Варшави.
10 жовтня 1794 Ферзен завдав війську Костюшка тяжкої поразки. У Мацєйовіцькій битві загинули тисячі польських військовиків, важко поранений Тадеуш Костюшко та разом з ним 5 вищих та 200 інших офіцерів, близько 2 тис. молодших командирів і солдатів потрапили в полон. Росіяни втратили 1300 загиблими, у тому числі 30 офіцерів. Мацєйовіцька поразка не була катастрофою з воєнної точки зору. У повсталих було ще достатньо сил для подальшої боротьби. Але полонення Костюшка негативно позначилося на їхньому моральному стані. Після цієї поразки повстання швидко догоряло.

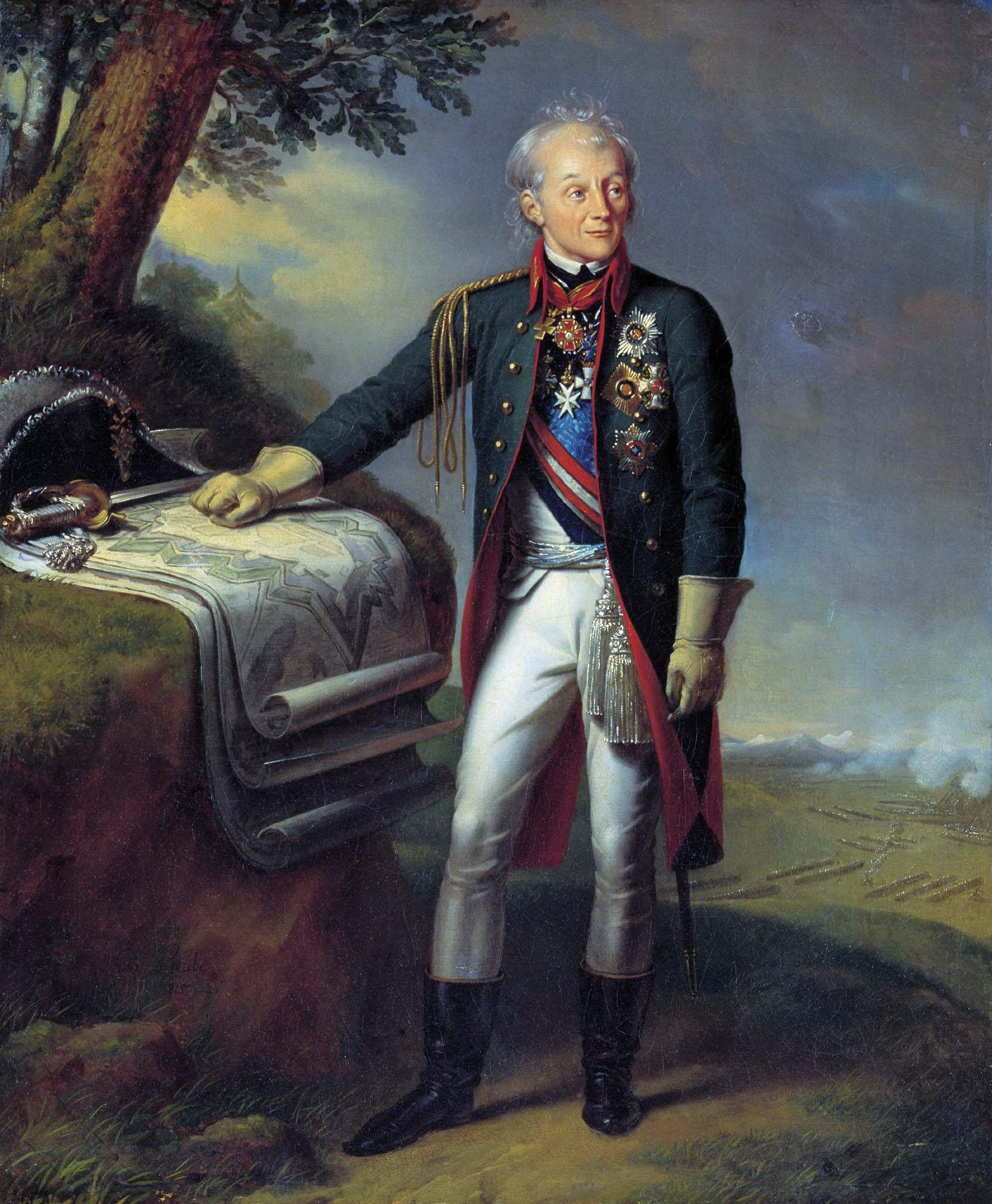
Олександр Суворов

4 листопада 1794 Суворов здобув правобережну частину Варшави — Прагу, дозволивши своїм воякам влаштувати різанину й грабунок населення. За оцінкою Суворова, за один лише день було знищено 12 тис. «бунтівників», а ще 2 тис., рятуючись, потонули у Віслі. Дійшовши висновку, що повстання зазнає поразки, його провідники залишили лівобережну частину Варшави. 9 листопада 1794 столиця капітулювала. 30-тис. польського війська під командуванням ген. Т. Вавжецького, який від 12 жовтня 1794 був Начальником повстання, відступило від Варшави. Його лави внаслідок дезертирства швидко танули, а рештки 16 листопада 1794 під Радошицями, склали зброю.
Повстання було приречене на невдачу, оскільки спрямований проти нього «союз трьох чорних орлів», як іменували тоді спілку Росії, Пруссії й Австрії, був надто потужним: на час повстання Пруссія мала 190-тисячне регулярне військо, Росія — 400-тисячне, Австрія — 300-тисячне. Поляки не мали можливостей створити навіть 100-тисячну армію. Попри це все, повстання мало велике історичне значення. Воно стало початком національно-визвольного руху польського народу, надихало кілька поколінь поляків на боротьбу за національну свободу. Повстання вплинуло на національне самоусвідомлення селянства й міського населення, що зрештою активізувало процес формування польської нації.